# Musaeb al-Momani
 (mai 2019).
Si vous disposez d'ouvrages ou d'articles de référence ou si vous connaissez des sites web de qualité traitant du thème abordé ici, merci de compléter l'article en donnant les références utiles à sa vérifiabilité et en les liant à la section « Notes et références ».
Musaeb Ibrahim al-Momani (né le 28 août 1986) est un athlète jordanien, spécialiste du lancer de disque.
Il détient les records nationaux du lancer de poids en 18,33 m et en lancer de disque avec 62,64 m.
Il remporte la médaille de bronze lors des Championnats d’Asie 2019 à Doha.